# 山崎貞一賞
山崎 貞一賞（やまざき ていいちしょう）は、毎年、一般財団法人材料科学技術振興財団（MST）によって、論文の発表、特許の取得、方法・技術の開発等を通じて、実用化につながる優れた創造的業績をあげている人に与えられる賞である。賞状並びに副賞として金メダル、分野ごとに賞金300万円が贈られる。選考委員長は、2000年にノーベル化学賞を受賞した筑波大学名誉教授白川英樹。初代理事長は、山崎貞一。
対象は、下記の4分野であり、1分野1件以内(1件3人以内)。2016年(第16回)より表彰対象が変更となり、「材料」と「半導体及び半導体装置」、「計測評価」と「バイオサイエンス・バイオテクノロジー」が隔年で2分野ずつ表彰される。
- 材料
- 半導体及び半導体装置
- 計測評価
- バイオサイエンス・バイオテクノロジー

## 受賞案件

### 材料分野
| 年度 | 受賞者                       | 業績                                                                     |
| ---- | ---------------------------- | ------------------------------------------------------------------------ |
| 2001 | 豊岡高明 他5名               | 省エネ化に貢献する高強度高加工性次世代電縫鋼管                           |
| 2002 | 宮崎修一                     | Ti-Ni系形状記憶合金の研究開発と実用化への貢献                            |
| 2003 | 石川敏弘                     | 有機ケイ素ポリマーを前駆体とした各種機能性セラミックスの開発と工業化     |
| 2004 | 田中裕久 上西真里 西畑保雄   | 自己再生型排ガス浄化用自動車触媒の研究と実用化                           |
| 2005 | 宮崎照宣                     | トンネル磁気抵抗素子の応用に関する研究                                   |
| 2006 | 橋本和仁 渡部俊也            | 太陽光を利用する光触媒環境材料の開発                                     |
| 2007 | 川崎雅司                     | 酸化亜鉛による新半導体機能発現                                           |
| 2008 | 藤田照典 三谷誠              | オレフィン重合新触媒の開発とポリオレフィン新材料の創製                   |
| 2009 | 増本健 藤森啓安              | アモルファス合金の開発と工業化への貢献                                   |
| 2010 | 武智敏 野崎耕司              | ArFエキシマレーザリソグラフィ用新規レジスト材料の開発と実用化            |
| 2011 | 吉野彰                       | リチウムイオン二次電池の開発とその実用化                                 |
| 2012 | 本蔵義信                     | DyフリーNd-Fe-B系異方性ボンド磁石の研究開発とモータへの応用              |
| 2013 | 原田広史 川岸京子 横川忠晴   | ニッケルを主成分とする超合金を用いた高温タービン材料の開発               |
| 2014 | 佐々木孝友 森勇介 吉村政志   | 非線形光学結晶CsLiB6O10の発見と新しい深紫外レーザー光源実用化への貢献    |
| 2015 | 増山不二光 伊勢田敦朗        | 非線形光学結晶CsLiB6O10の発見と新しい深紫外レーザー光源実用化への貢献    |
| 2016 | 吉川彰 鎌田圭 庄子育宏       | 新規ガーネット型シンチレータ結晶の開発と大学発ベンチャー企業による実用化 |
| 2018 | 菅野了次                     | 新規リチウムイオン伝導体の創成と全固体電池の開発                         |
| 2020 | 宮坂力                       | 有機無機ペロブスカイト半導体を用いる太陽電池の創製と高効率化             |
| 2022 | 阿尻雅文                     | 超臨界連続水熱合成法の発明による新規ナノ材料創製                         |
| 2024 | 大越慎一 生井飛鳥 吉清まりえ | イプシロン酸化鉄磁石の開発と応用展開                                     |

### 半導体及び半導体装置分野
| 年度 | 受賞者                     | 業績                                                                           |
| ---- | -------------------------- | ------------------------------------------------------------------------------ |
| 2001 | 松波弘之                   | 半導体シリコンカーバイドの高品質エピタキシャル成長とパワーデバイスの先駆的研究 |
| 2002 | 西永頌                     | 横方向成長による転移密度の大幅低減化技術の発明 ～マイクロチャネルエピタキシ～  |
| 2003 | 室田淳一                   | Ⅳ族半導体ヘテロＣＶＤ技術の開発と原子制御プロセスの創生                        |
| 2004 | 若林一敏                   | システムLSIの上流自動設計システムの研究開発                                    |
| 2005 | 宇佐美光雄 井村亮          | 超小型ICタグチップとその関連技術の開発                                         |
| 2006 | 伊藤隆司                   | シリコン直接窒化による高信頼CMOSゲート絶縁膜の先駆的研究                       |
| 2007 | 岩井洋 百瀬寿代 大黒達也   | サブ50nm MOSFETの先駆的研究開発                                                |
| 2008 | 笹子勝                     | エキシマレーザーリソグラフィ技術の先駆的研究と工業化推進                       |
| 2009 | 中込儀延 堀口真志 河原尊之 | 低リーク電流CMOS基本回路の先駆的研究開発                                       |
| 2010 | 木下博雄                   | 極端紫外線リソグラフィ技術の先駆的研究と工業化への継続的貢献                   |
| 2011 | 久本大                     | フィン型MOSFETの提唱と実証                                                     |
| 2012 | 高木信一                   | Si MOSFETのチャネル内キャリア輸送特性の解明と高移動度化への先駆的貢献          |
| 2013 | 寺西信一                   | 埋込フォトダイオードを用いたイメージセンサの開発                               |
| 2014 | 恵下隆 川嶋将一郎 柏木茂雄 | 強誘電体メモリの高信頼化技術の開発と量産化                                     |
| 2015 | 伊部英史 鳥羽忠信 新保健一 | 環境中性子線による半導体ソフトエラー計測評価技術の開発と機器障害自動抑止の実現 |
| 2016 | 菅原充 武政敬三 西研一     | 通信波長帯量子ドットレーザの高性能化とその実用∙量産化                          |
| 2018 | 柴﨑一郎                   | 高感度InSb・InAs薄膜ホール素子の開発と応用展開                                 |
| 2020 | 木本恒暢 中村孝            | 炭化珪素パワー半導体の基盤技術確立と実用化への貢献                             |
| 2022 | 本村真人 戸井崇雄 藤井太郎 | 動的再構成プロセッサの研究開発と事業化及びAI分野への展開                       |
| 2024 | 高尾英邦                   | 指先の触感覚を超越可能な半導体ナノ触覚センサと各種センシングシステムの創製     |

### 計測評価分野
| 年度 | 受賞者                       | 業績                                                                                         |
| ---- | ---------------------------- | -------------------------------------------------------------------------------------------- |
| 2001 | 片山光浩                     | 同軸型直衝突イオン散乱分光法の開発と材料最表面その場解析への応用                             |
| 2002 | 毛利佳年雄                   | アモルファス磁性ワイヤによる超高感度マイクロ磁気センサ(磁気インピーダンス効果素子)の開発     |
| 2003 | 岩槻正志                     | 温度可変SPM（走査型プローブ顕微鏡）の開発                                                    |
| 2004 | 黒田玲子                     | 全偏光現象対応型分光計(Universal Chiropitical Spectrophotometer)の開発と固体状態試料への応用 |
| 2005 | 小池和幸                     | スピン偏極走査電子顕微鏡の開発と応用                                                         |
| 2006 | 宮原裕二 坂田利弥            | バイオトランジスタによる生体分子認識の電気的検出と遺伝子解析技術への応用                     |
| 2007 | 長谷川健                     | 多角入射分解分光法の開発と超薄膜の構造解析への応用                                           |
| 2008 | 山中一司                     | 球状弾性表面波センサ(ボールSAWセンサ)の開発                                                  |
| 2009 | 高田安章 山田益義 橋本雄一郎 | 社会の安全・安心に資するリアルタイム質量分析技術の実用化                                     |
| 2010 | 安藤敏夫                     | 高速原子間力顕微鏡の開発と生体分子の動態観察への応用                                         |
| 2011 | 中西彊 竹田美和 越川孝範     | 磁区の実時間観察のためのスピン偏極低エネルギー電子顕微鏡の開発と応用                         |
| 2012 | 田島道夫                     | フォトルミネッセンスによる半導体結晶計測評価法の開発と標準化                                 |
| 2013 | 藤田博之 野地博行 橋口原     | マイクロマシン技術のバイオ･ナノ計測への展開                                                  |
| 2014 | 升島努                       | 単一細胞内微小局所質量分析法の創成と創薬・生命医科学展開                                     |
| 2016 | 高橋秀之 寺内正己 小池雅人   | 電子顕微鏡用軟X線分光器の開発と実用化                                                        |
| 2017 | 都甲潔 池崎秀和              | 味覚センサの研究開発                                                                         |
| 2019 | 牧敦 木口雅史 佐藤大樹       | ウェアラブル光トポグラフィを用いた脳機能画像計測技術の開発と実用化                           |
| 2021 | 石川哲也 田中均 矢橋牧名     | コンパクトX線自由電子レーザーSACLAの開発と応用研究への展開                                   |
| 2023 | 腰原伸也 足立伸一 羽田真毅   | 超高速動的構造観測装置開発と光機能物質開拓への応用                                           |

### バイオサイエンス・バイオテクノロジー分野
| 年度 | 受賞者                     | 業績                                                                                       |
| ---- | -------------------------- | ------------------------------------------------------------------------------------------ |
| 2001 | 木下一彦                   | 一分子動態解析法の開発                                                                     |
| 2002 | 長野哲雄                   | 新規生体画像化プローブの開発とその実用化                                                   |
| 2003 | 遠藤弥重太                 | 実用的な無細胞タンパク質合成法の確立                                                       |
| 2004 | 宮脇敦史                   | 蛍光タンパク質の開発に基づくバイオイメージング技術の学際的革新                             |
| 2005 | 藤吉好則                   | 膜蛋白質の構造と機能の解明                                                                 |
| 2006 | 島本啓子                   | 新しい分子プローブの創製とそれを用いた興奮性神経伝達系の研究                               |
| 2007 | Carninci, Piero            | キャップトラッパー法の開発完全長cDNAの単離とゲノム機能注釈(アノテーション)のための基盤技術 |
| 2008 | 山中伸弥                   | 多能性幹細胞の維持と誘導                                                                   |
| 2009 | 岡野光夫 菊池明彦 大和雅之 | インテリジェント表面による細胞シート工学の創出と再生治療の実現                             |
| 2010 | 若山照彦                   | 生殖工学を用いた新たな動物繁殖技術の開発                                                   |
| 2011 | 豊島近                     | 燐脂質を利用した膜蛋白質の結晶化技術の開発とカルシウムポンプ作動機構の解明                 |
| 2012 | 笹井芳樹                   | 多能性幹細胞からの自己組織化による脳および感覚組織の3次元立体構築技術の開発                |
| 2013 | 宮坂貞 澤田誠吾 横倉輝男   | 塩酸イリノテカン：世界初のカンプトテシン系抗がん剤の開発                                   |
| 2014 | 長瀬博                     | オピオイド受容体のタイプを選択するリガンドの創出と医薬への適用                             |
| 2015 | 上田泰己                   | 全身透明化技術による1細胞解像度での全身解析の実現                                          |
| 2017 | 浦野泰照                   | 蛍光プローブの論理的精密開発と生物・医学領域での実用化                                     |
| 2019 | 間野博行                   | がん分子標的療法の革新とゲノム医療の実現                                                   |
| 2021 | 永井健治                   | 高機能化学発光タンパク質の開発と応用展開                                                   |
| 2023 | 鐘巻将人                   | オーキシンデグロン技術による迅速な細胞およびマウス個体内タンパク質発現制御の実現           |

## 関連記事
- 2003 愛媛大学無細胞生命科学工学研究センター長遠藤弥重太教授が第3回(平成15年度)山崎貞一賞を受賞。愛媛大whatsnew
- 2004 日本原子力研究所放射光科学研究センター西畑保雄氏が第4回山崎貞一賞を受賞。SPring-8News18号
- 2005 北海道大学大学院理学研究科 小池和幸教授が「山崎貞一賞」を受賞。部局ニュース、贈呈式
- 2006 東京大学先端科学技術研究センター橋本和仁教授と渡部俊也教授が第六回山崎貞一賞（材料分野）を受賞。授賞式アルバム
- 2006 財団法人サントリー生物有機科学研究所島本啓子研究員が第6回（平成18年度）山崎貞一賞を受賞。トピックス
- 2006 東北大学工学部電子工学専攻の伊藤隆司教授が山崎貞一賞を受賞。ニュース、授賞式、祝賀会
- 2007 理化学研究所川崎雅司チームリーダー及びPiero Carninci先任研究員が第7回「山崎貞一賞」を受賞。理化学研究所トピックス、東北大学メールマガジン
- 2007 東京工業大学フロンティア研究センター岩井洋教授が第7回山崎貞一賞を受賞。授賞式
- 2008 東北大学山中一司教授が第8回山崎貞一賞を受賞。発表
- 2008 京都大学物質-細胞統合システム拠点iPS細胞研究センター山中伸弥センター長が第8回山崎貞一賞を受賞。発表資料
- 2009 第9回山崎貞一賞に東北大学名誉教授であり、金属材料研究所第15代および第17代の所長をされた増本健先生と藤森啓安先生。金研ニュース